# El Mirón
Ne pas confondre avec la grotte d'El Mirón dans la municipalité de Ramales de la Victoria en Cantabrie (Espagne).
El Mirón est une commune de la province d'Ávila dans la communauté autonome de Castille-et-León en Espagne.

## Administration
| Période                                  | Période | Identité | Étiquette | Qualité |
| ---------------------------------------- | ------- | -------- | --------- | ------- |
|                                          |         |          |           |         |
| Les données manquantes sont à compléter. |         |          |           |         |